# Manuel Camelo Camacho
Manuel Roberto de Jesús Camelo Camacho (Villahermosa, Tabasco, 1 de dicieimbre de 1903- Monterrey, Nuevo León, 23 de abril de 1969). fue un médico y psiquiatra mexicano, fundador de la primera clínica para enfermos nerviosos y mentales en la ciudad de Monterrey, Nuevo León.

## Biografía
Nació en la ciudad de Villahermosa el 1 de diciembre de 1903, siendo el menor de los cinco hijos del matrimonio formado por Felipe Camelo Cruzado y Jacinta Camacho; fue bautizado el 1 de enero de 1904. En la capital del estado de Tabasco recibió una educación escolar que le permitió superar la Preparatoria para su acceso a la universidad. Dichos estudios fueron cursados en la Ciudad de México donde se había trasladado durante su adolescencia.

### Formación e investigación
En 1924 Manuel Camelo inició su carrera en la Universidad Nacional de México donde se licenció con honores como médico cirujano y partero en 1930. En 1933 realizó un posgrado en psiquiatría en la Universidad de París, en Clínica de Enfermedades Mentales y del Encéfalo del Hospital Sainte-Anne. La comunidad científica francesa estaba en pleno desarrollo de la psiquiatría. El Dr. Henri Claude— el primer psicoanalista que dirigió un servicio de psiquiatría—era el director del Hospital cuando el Dr. Camelo realizó su viaje. Los dos doctores compartían un especial interés por la enfermedad poco conocida de la esquizofrenia. 
En 1950 sus amplios conocimientos en el campo de la psiquiatría le valieron para asistir, junto a la delegación mexicana, al Primer Congreso Mundial de Psiquiatría celebrado en París y presidido por el catedrático de enfermedades mentales y del encéfalo de la Facultad de París Jean Delay. A partir de 1952 Delay empezó a estudiar los efectos de un nuevo fármaco, la Clorpromazina, que revolucionaría la psiquiatría. En el año 1955 Delay y su equipo organizaron en el Hospital Sainte-Anne de París el I Colloque International sur la Chlorpromazine et les Médicaments Neuroleptiques en Thérapeutique Psychiatrique (“Primer Coloquio Internacional sobre Clorpromazina y Fármacos Neurolépticos en Terapia Psiquiátrica”). En este coloquio acudieron más de 400 psiquiatras de 22 países, entre ellos el Dr. Manuel Camelo. Así se inició una nueva era para la psiquiatría, la conocida como psicofarmacología o terapéutica química de las enfermedades mentales.

### Matrimonio e hijos
En 1936 contrajo matrimonio con Carmen Enriqueta Martínez Lozano, hija del Dr. Gregorio D. Martínez, quien fuera alcalde de Monterrey en 1914, y de Tomasa Lozano. La pareja procreó cuatro hijos:
- Julio Camelo Martínez (1937 - 2020), economista y político, quien fue alcalde de Monterrey entre 1972 y 1973. Casado con María del Carmen Cervantes Ayala.
- Manuel Gregorio Camelo Martínez (1940 - 2008), médico psiquiatra, sucedió a su padre en la dirección del Hospital para Enfermos Nerviosos y Mentales. Padre del también médico Manuel Camelo Hernández.
- María del Carmen Camelo Martínez (1945 - 2021), casada con Lorenzo Aguilar Horman, madre de Carmen, Lorenzo y Mayra Aguilar Camelo.
- Mercedes Teresa Camelo Martínez (1947).

### Clínica para Enfermos Nerviosos y Mentales
Años antes, en el año 1937, el Dr. Manuel Camelo fundaba su Clínica para Enfermos Nerviosos y Mentales en Colonia Independencia de Monterrey. Dicha clínica fue la primera clínica privada para la asistencia psiquiátrica en el norte de México. Su filosofía, su manera de tratar y cuidar a los enfermos se hicieron muy conocidos y respetados. Así fue como llegó a formar parte del imaginario colectivo, donde se usaba coloquialmente la expresión “Te voy a llevar con Camelo” ante conductas u opiniones heterodoxas. Las primeras generaciones de psiquiatras en Monterrey se formaron en esta Institución. La clínica recibió durante muchos años en calidad de subrogados a los pacientes psiquiátricos del IMSS y del ISSSTE. 
A la muerte del doctor Manuel Camelo Camacho, la dirección de la Clínica para Enfermos Nerviosos y Mentales pasó a su hijo, el Dr. Manuel Gregorio Camelo Martínez. En 1972 la clínica fue trasladada a la Colonia Topo Chico y recibió el nombre de Hospital Psiquiátrico Dr. Manuel Camelo Camacho hasta 1985, cuando pasó a ser el Hospital Regional de Especialidades número 22 del IMSS Archivado el 29 de julio de 2014 en Wayback Machine.. En el año 1987 el Dr. Manuel Gregorio Camelo Martínez, con la voluntad de continuar la obra de su padre, creó la Fundación Dr. Manuel Camelo A.C.

### Cargos desempeñados
En 1946 fue miembro fundador de la primera Sociedad Psiquiátrica de Monterrey. En 1954 fue Presidente de la Sección Neolonesa de la Liga Mexicana de Salud Mental y Miembro Fundador del Colegio Mexicano de Neurología y Psiquiatría del Norte de México A.C. y de la Cátedra de Psiquiatría de la Universidad de Nuevo León. En 1958, inauguró la Casa de Salud Mental en la colonia Buenos Aires de Monterrey, en compañía de Raúl Rangel Frías, gobernador Constitucional de Nuevo León.
En 1967 fue miembro Fundador de la Asociación Psiquiátrica Mexicana Archivado el 6 de septiembre de 2011 en Wayback Machine., creada en la Ciudad de México por el Dr. Ramón de la Fuente. 
El doctor Camelo Camacho falleció en Monterrey el 23 de abril de 1969. Fue sepultado en el Panteón del Carmen.